# Campeonato Argentino Juvenil 1991
El Campeonato Argentino Juvenil de 1991 fue la vigésima edición del torneo para seleccionados juveniles de las uniones regionales afiliadas a la Unión Argentina de Rugby. La fase final se llevó a cabo el 9 y 10 de noviembre en las instalaciones del Córdoba Athletic Club de Córdoba.
La Unión Cordobesa de Rugby fue designada como sede de las fases finales del torneo por tercera vez (anteriormente, en 1974 y 1984) en reemplazo de la Unión de Rugby de Tucumán, la cual declinó su condición original de sede.
El seleccionado de Buenos Aires logró su décimo-sexto título al derrotar en la final 30-15 a la Unión de Rugby de Cuyo.

## Equipos participantes
Disputaron esta edición diecinueve equipos: dieciocho uniones provinciales y la Unión Argentina de Rugby, representada por el seleccionado de Buenos Aires. Estos fueron divididos en un Grupo Campeonato (ocho equipos), un Grupo Clasificación (ocho equipos) y un Grupo Ascenso (tres equipos). 
| División                      | Equipo              | Unión                                                     |
| ----------------------------- | ------------------- | --------------------------------------------------------- |
| Grupo Campeonato 8 equipos    | Buenos Aires        | Unión Argentina de Rugby                                  |
| Grupo Campeonato 8 equipos    | Córdoba             | Unión Cordobesa de Rugby                                  |
| Grupo Campeonato 8 equipos    | Cuyo                | Unión de Rugby de Cuyo                                    |
| Grupo Campeonato 8 equipos    | Mar del Plata       | Unión de Rugby de Mar del Plata                           |
| Grupo Campeonato 8 equipos    | Misiones            | Unión de Rugby de Misiones                                |
| Grupo Campeonato 8 equipos    | Rosario             | Unión de Rugby de Rosario                                 |
| Grupo Campeonato 8 equipos    | San Juan            | Unión Sanjuanina de Rugby                                 |
| Grupo Campeonato 8 equipos    | Tucumán             | Unión de Rugby de Tucumán                                 |
| Grupo Clasificación 8 equipos | Alto Valle          | Unión de Rugby del Alto Valle de Río Negro y Neuquén      |
| Grupo Clasificación 8 equipos | Entre Ríos          | Unión Entrerriana de Rugby                                |
| Grupo Clasificación 8 equipos | Nordeste            | Unión de Rugby del Nordeste                               |
| Grupo Clasificación 8 equipos | Oeste               | Unión de Rugby del Oeste de Buenos Aires                  |
| Grupo Clasificación 8 equipos | Salta               | Unión de Rugby de Salta                                   |
| Grupo Clasificación 8 equipos | Santa Fe            | Unión Santafesina de Rugby                                |
| Grupo Clasificación 8 equipos | Santiago del Estero | Unión Santiagueña de Rugby                                |
| Grupo Clasificación 8 equipos | Sur                 | Unión de Rugby del Sur                                    |
| Grupo Ascenso 3 equipos       | Austral             | Unión de Rugby Austral                                    |
| Grupo Ascenso 3 equipos       | Centro              | Unión de Rugby del Centro de la Provincia de Buenos Aires |
| Grupo Ascenso 3 equipos       | Chubut              | Unión de Rugby del Valle del Chubut                       |

Los equipos fueron ubicados en sus grupos de acuerdo a la distribución de sus respectivos seleccionados mayores en el Campeonato Argentino de Mayores de 1991. El Grupo Ascenso estaba originalmente dividido en dos zonas, pero ningún encuentro de la Zona A se llegó a disputar.

## Formato
Los diecinueve equipos participantes fueron divididos en tres categorías: Grupo Campeonato, Grupo Clasificación y Grupo Ascenso. Cada grupo se resolvió con el sistema de todos contra todos a una sola ronda y alternando encuentros de local y visitante. Los equipos fueron ubicados en sus grupos de acuerdo a la distribución de sus respectivos seleccionados mayores en el Campeonato Argentino de Mayores de 1991. Debido a esto, no hubo intercambio de plazas producto de los resultados obtenidos en este torneo. 
Los primeros de cada zona del Grupo Campeonato clasificaron a la fase final de forma directa. Los segundos debieron disputar partidos clasificatorios contra los ganadores del Grupo Clasificación por un lugar en las semifinales. Esto permitió que todos los equipos en la segunda división tuvieran la oportunidad de obtener el campeonato.

### Fase final
A la fase final clasificaron los primeros de cada zona del Grupo Campeonato y los ganadores de los partidos clasificatorios. Estos cuatro disputaron encuentros a eliminación directa (semifinales y final) en una sede única designada, con el vencedor siendo considerado el campeón de la temporada.

## Grupo Campeonato

### Zona A
| Pos. | Equipos      | Partidos | Partidos | Partidos | Tantos | Tantos | Tantos | Pts. |
| Pos. | Equipos      | G        | E        | P        | PF     | PC     | DP     | Pts. |
| ---- | ------------ | -------- | -------- | -------- | ------ | ------ | ------ | ---- |
| 1.°  | Rosario      | 2        | 1        | 0        | 110    | 34     | +76    | 5    |
| 2.°  | Buenos Aires | 2        | 0        | 1        | 149    | 39     | +110   | 4    |
| 3.°  | Tucumán      | 1        | 1        | 1        | 119    | 33     | +86    | 3    |
| 4.°  | Misiones     | 0        | 0        | 3        | 3      | 275    | -272   | 0    |

|  | Clasifica a fase final             |
|  | Clasifica a partido clasificatorio |

|  | Buenos Aires | 109 - 0 | Misiones |  |  |

|  | Rosario | 12 - 12 | Tucumán |  |  |

|  | Tucumán | 19 - 21 | Buenos Aires |  |  |

|  | Rosario | 78 - 3 | Misiones |  |  |

|  | Buenos Aires | 19 - 20 | Rosario |  |  |

|  | Tucumán | 88 - 0 | Misiones |  |  |

### Zona B
| Pos. | Equipos       | Partidos | Partidos | Partidos | Tantos | Tantos | Tantos | Pts. |
| Pos. | Equipos       | G        | E        | P        | PF     | PC     | DP     | Pts. |
| ---- | ------------- | -------- | -------- | -------- | ------ | ------ | ------ | ---- |
| 1.°  | Córdoba       | 3        | 0        | 0        | 113    | 45     | +68    | 6    |
| 2.°  | Cuyo          | 2        | 0        | 1        | 106    | 32     | +74    | 4    |
| 3.°  | Mar del Plata | 1        | 0        | 2        | 57     | 90     | -33    | 2    |
| 4.°  | San Juan      | 0        | 0        | 3        | 35     | 144    | -109   | 0    |

|  | Clasifica a fase final             |
|  | Clasifica a partido clasificatorio |

|  | Cuyo | 17 - 21 | Córdoba |  |  |

|  | San Juan | 19 - 34 | Mar del Plata |  |  |

|  | Córdoba | 25 - 16 | Mar del Plata |  |  |

|  | Cuyo | 43 - 4 | San Juan |  |  |

|  | Cuyo | 46 - 7 | Mar del Plata |  |  |

|  | Córdoba | 67 - 12 | San Juan |  |  |

## Grupo Clasificación

### Zona A
| Pos. | Equipos         | Partidos | Partidos | Partidos | Tantos | Tantos | Tantos | Pts. |
| Pos. | Equipos         | G        | E        | P        | PF     | PC     | DP     | Pts. |
| ---- | --------------- | -------- | -------- | -------- | ------ | ------ | ------ | ---- |
| 1.°  | Salta           | 3        | 0        | 0        | 83     | 49     | +34    | 6    |
| 2.°  | Santa Fe        | 2        | 0        | 1        | 78     | 34     | +44    | 4    |
| 3.°  | Nordeste        | 1        | 0        | 2        | 39     | 55     | -16    | 2    |
| 4.°  | Sgo. del Estero | 0        | 0        | 3        | 41     | 103    | -62    | 0    |

|  | Clasifica a partido clasificatorio |

|  | Santa Fe | 44 - 6 | Santiago del Estero |  |  |

|  | Nordeste | 12 - 23 | Salta |  |  |

|  | Santa Fe | 19 - 22 | Salta |  |  |

|  | Nordeste | 21 - 17 | Santiago del Estero |  |  |

|  | Salta | 38 - 18 | Santiago del Estero |  |  |

|  | Santa Fe | 15 - 6 | Nordeste |  |  |

### Zona B
| Pos. | Equipos    | Partidos | Partidos | Partidos | Tantos | Tantos | Tantos | Pts. |
| Pos. | Equipos    | G        | E        | P        | PF     | PC     | DP     | Pts. |
| ---- | ---------- | -------- | -------- | -------- | ------ | ------ | ------ | ---- |
| 1.°  | Alto Valle | 3        | 0        | 0        | 140    | 25     | +115   | 6    |
| 2.°  | Entre Ríos | 2        | 0        | 1        | 69     | 63     | +6     | 4    |
| 3.°  | Sur        | 1        | 0        | 2        | 49     | 58     | -9     | 2    |
| 4.°  | Oeste      | 0        | 0        | 3        | 13     | 125    | -112   | 0    |

|  | Clasifica a partido clasificatorio |

|  | Entre Ríos | 24 - 14 | Sur |  |  |

|  | Alto Valle | 70 - 0 | Oeste |  |  |

|  | Entre Ríos | 56 - 6 | Oeste |  |  |

|  | Alto Valle | 29 - 9 | Sur |  |  |

|  | Sur | 26 - 4 | Oeste |  |  |

|  | Entre Ríos | 16 - 40 | Alto Valle |  |  |

## Grupo Ascenso
Al no disputarse ningún encuentro de la Zona A, el Grupo Ascenso estuvo compuesto sólo por la Zona B.

### Zona B
| Pos. | Equipos | Partidos | Partidos | Partidos | Tantos | Tantos | Tantos | Pts. |
| Pos. | Equipos | G        | E        | P        | PF     | PC     | DP     | Pts. |
| ---- | ------- | -------- | -------- | -------- | ------ | ------ | ------ | ---- |
| 1.°  | Austral | 2        | 0        | 0        | 31     | 11     | +20    | 4    |
| 2.°  | Centro  | 1        | 0        | 1        | 27     | 26     | +1     | 2    |
| 3.°  | Chubut  | 0        | 0        | 2        | 27     | 48     | -21    | 0    |

|  | Centro | 27 - 16 | Chubut |  |  |

|  | Austral | 21 - 11 | Chubut |  |  |

|  | Centro | 0 - 10 | Austral |  |  |

## Partidos Clasificatorios
Los equipos clasificados segundos del Grupo Campeonato (Cuyo y Buenos Aires) disputaron partidos clasificatorios contra los ganadores del Grupo Clasificación (Alto Valle y Salta) por un lugar en las semifinales.
| 26 de octubre | Cuyo | 65 - 6 | Alto Valle |  |  |

| 2 de noviembre | Buenos Aires | 73 - 6 | Salta |  |  |

## Fase final
Las fases finales del torneo se disputaron el 9 y 10 de noviembre en las instalaciones del Córdoba Athletic Club.
|  | Semifinales    | Semifinales    | Semifinales    |              |      | Final           | Final           | Final           |  |
|  | 9 de noviembre | 9 de noviembre | 9 de noviembre |              |      | 10 de noviembre | 10 de noviembre | 10 de noviembre |  |
|  |                |                |                |              |      |                 |                 |                 |  |
|  |                |                |                |              |      |                 |                 |                 |  |
|  | Rosario        | Rosario        | 20             |              |      |                 |                 |                 |  |
|  | Rosario        | Rosario        | 20             |              |      |                 |                 |                 |  |
|  | Cuyo           | Cuyo           | 28             |              |      |                 |                 |                 |  |
|  | Cuyo           | Cuyo           | 28             |              | Cuyo | Cuyo            | 15              |                 |  |
|  |                |                |                |              | Cuyo | Cuyo            | 15              |                 |  |
|  |                |                | Buenos Aires   | Buenos Aires | 30   |                 |                 |                 |  |
|  | Córdoba        | Córdoba        | Buenos Aires   | Buenos Aires | 30   | 19              |                 |                 |  |
|  | Córdoba        | Córdoba        |                |              |      | 19              |                 |                 |  |
|  | Buenos Aires   | Buenos Aires   | 20             |              |      | Tercer lugar    | Tercer lugar    | Tercer lugar    |  |
|  | Buenos Aires   | Buenos Aires   | 20             |              |      | Tercer lugar    | Tercer lugar    | Tercer lugar    |  |
|  |                |                |                |              |      |                 |                 |                 |  |
|  |                |                |                |              |      | Rosario         | Rosario         | 22              |  |
|  |                |                |                |              |      | Rosario         | Rosario         | 22              |  |
|  |                |                |                |              |      | Córdoba         | Córdoba         | 38              |  |
|  |                |                |                |              |      | Córdoba         | Córdoba         | 38              |  |
|  |                |                |                |              |      |                 |                 |                 |  |

### Final
| 10 de noviembre | Cuyo | 15 - 30 | Buenos Aires | Córdoba Athletic Club, Córdoba       |                                      |
|                 |      | Reporte |              | Árbitro(s): Marcelo Abdala (Tucumán) | Árbitro(s): Marcelo Abdala (Tucumán) |

|                      |
| Buenos Aires Campeón |
| Décimo-sexto título  |